# Neoplatonisme i middelalderen
Neoplatonisme i middelalderen er en filosofisk skole, der bygger på især Platons og hans elevers værker; i højmiddelalderens lærde miljø var den en af de dominerende strømninger. Indenfor neoplatonisme var forestillingen om en ubeskrivelig og transcendent Gud (trad. platonisme: Ene) central, ud fra Gud strømmede resten af universet som en sekvens af stadig mere laverestående væsener. Jorden beskrives i neoplatonismen som et eksil for mennesket, det er her fanget i sin krop på grund af uvidenhed om dets sande hjem hos Gud; frelsen ligger derved i en frigørelse fra kødet.

## Tidlig middelalder
Augustin lod sig omvende til kristendommen på baggrund af sine studier i neoplatonismen, men han forkastede den senere efter at have fordybet sig i bibelen og deri erkendt neoplatonismens utilstrækkelighed. Andre kristne var dog stadig stærkt inspireret af neoplatonismen, eksempelvis Pseudo Dionysios fra 5. årh., hvis værker fik stor indflydelse på både den vestlige og den østlige kristendom, værkerne fik i Europa stor udbredelse i løbet af middelalderen gennem John Scotus oversættelse fra 9. årh. Ikke kun de kristne filosoffer fandt inspiration i neoplatonisme, også islamiske filosoffer som Averröes og Avicenna tog den til sig.

## Højmiddelalderen
Neoplatonismen blev i højmiddelalderen en del af en større kosmologis strømning, der omfattede de filosoffer, som brugte studiet af den fysiske verden som middel til en filosofisk og religiøs forståelse af universet, og derved af det guddommelige. Honorius Augustodunensis og Hugo af Saint-Victor er blandt de mest fremtrædende af dem, der kendes i dag, men gruppen inkluderede også Peter Abelard og flere andre i det skolastiske miljø på universiteterne. Den fremtrædende cistercienser Bernhard af Clairvaux anså derimod sig selv som værende i opposition til denne rationelle afdækkelse af de religiøse mysterier gennem videnskabelige studier, han mente at indsigt i det guddommelige kun var mulig gennem kontemplation alene, da viden vil spærre for den åbenbarede tro.

### Platonisme og kristendom
I det neoplatoniske verdensbillede var den synlige verden kun et aspekt og en svag afspejling af det guddommelige. Lærdom gennem filosofi var f.eks. hos Hugo af Saint-Victor en guddommelig hjælp til mennesket, hvormed det kunne erkende, at verden var et fremmed sted. En anden af højmiddelalderens neoplatonikere, Honorius Augustodunensis, værdsatte trods et mystisk udgangspunkt viden om den fysiske og ikke-guddommelige verden som afgørende for den fulde forståelse af universitet. Logik og rationalitet var en hjælp til mennesket så det kunne se gennem det materielle og ubetydelige og få et glimt af den skjulte sandhed.
Visdom gør det muligt at se igennem det jordiske, og giver således, gennem studier, meditation, bøn og kontemplation, adgang til det evige og usynlige og derved mulighed for at nærme sig det guddommelige, og til at erkende Jordens fremmedhed og åndens ønske om at finde hjem til sit hjem (himlen). Det er udelukkende filosofiens rolle at placere verden og give den mening, men den har ikke nogen transcendent betydning i sig selv, da den synlige verden helt er adskilt fra den transcendente.